# Шальке 04
Гельзенкірхен-Шальке 04 (нім. Gelsenkirchen-Schalke 04), більше знаний як Шальке 04 (нім. Schalke 04) — професійний німецький футбольний клуб з міста Гельзенкірхен, район Шальке. Найбільших успіхів досягав у 1930-ті та на початку 1940-вих (команда стала семикратним чемпіоном Німеччини). Клуб є великою частиною спортивного клубу, який налічує понад 140 000 членів (станом на грудень 2015), що робить «Шальке» другим за величиною клубом Німеччини. Також клуб має відомі команди з баскетболу, гандболу та легкої атлетики.
Найбільший успіх команди на європейській арені був у 1997 році, коли команда виграла Кубок УЄФА у міланського «Інтера». Також команда вигравала Кубок Інтертото у 2003 та 2004 роках.
Папа Іван-Павло II є почесним членом клубу, яким він став після проведення літургії на Паркштадіон (старий стадіон команди) у 1987 році.
Найпринциповішим суперником команди є дортмундська «Боруссія», у той час, як «Нюрнберг» є найкращим другом «Шальке». У команди є талісман, він називається Ервін (нім. Erwin).

## Історія
Клуб «Шальке 04» був заснований 4 травня 1904. Перше ім'я клубу — «Вестфалія Шальке». Перші клубні кольори — червоний і жовтий.
20 травня 1923 «Шальке 04» перемагає в груповому турнірі районної ліги. 5 січня 1924 футболісти виходять з гімнастичного товариства і вибирають клубу нове ім'я - «FC Schalke 04». Новими клубними кольорами стають білий і синій.
23 лютого 1947 «Шальке 04» обігрує «Хертен» з рахунком 20:0, встановлюючи рекорд німецьких чемпіонатів. Однак цей результат, швидше за все, показує не настільки жахливу міць гельзенкирхенського клубу, а слабкість німецьких клубів. Футбол «Шальке 04» ослаб, і в 1947 році вони зайняли всього шосте місце.
У 1954 році «Шальке» у важкій боротьбі посідає третє місце. У 1955 році клуб вийшов у фінал кубка, де програв «Карлсруе» з рахунком 2:3. У 1958 році «Шальке 04» виграє Чемпіонат Німеччини у «Гамбурга».
У 1973 році «Шальке» переїжджає на новий стадіон «Паркштадіон», побудований спеціально для чемпіонату світу 1974 з місткістю в 70 000 осіб.
1999 року була визначена символічна збірна 20-го століття. В опитуванні взяли участь понад 10 000 вболівальників клубу: Норберт Нігбур — Клаус Фіхтель, Рольф Рюссман, Олаф Тон — Марк Вільмотс, Фріц Шепан, Ернст Куцорра — Райнгард «Стен» Лібуда, Клаус Фішер, Рюдигер Абрамчик. 
У 2001 і 2002 роках «кобальтові» виграли Кубок Німеччини. У 2001, 2005, 2007 і 2010 роках «Шальке 04» знаходиться за крок від чемпіонства, займаючи другі місця.
У сезоні 2006/07 «кобальтові» посіли друге місце. У Лізі чемпіонів УЄФА 2007/08 «кнаппенам» вдалося пройти груповий етап, дійшовши до чвертьфіналу, обігравши «Порту» в 1/8 фіналу.
23 липня 2011 «Шальке 04» виграв Суперкубок Німеччини, обігравши на «Фельтінс-Арені» Дортмундську «Боруссію». Основний час закінчився внічию 0:0, а в серії пенальті «кобальтові» виграли з рахунком 4:3.
12 червня 2015 на пост головного тренера був призначений Андре Брайтенрайтер. Контракт був розрахований на два роки, до 30 червня 2017, але вже наступного літа Брайтенрайтера звільнили з посади.
22 травня 2021 Шальке 04 уже без турнірної мотивації поступається Кельну 0:1 і прощається з Бундеслігою.

## Основний склад
Станом на 1 травня 2025
| №  | Поз. | Нац.      | Гравець                 |
| -- | ---- | --------- | ----------------------- |
| 2  | ЗХ   | Аргентина | Феліпе Санчес           |
| 5  | ЗХ   | Англія    | Деррі Маркін            |
| 6  | ПЗ   | Німеччина | Рон Шалленберг          |
| 7  | ПЗ   | Німеччина | Пауль Сегуін            |
| 8  | НП   | Німеччина | Амін Юнес               |
| 9  | НП   | Малі      | Мусса Сілла             |
| 10 | НП   | Сенегал   | Папе Меісса Ба          |
| 14 | ПЗ   | Німеччина | Янік Бахман             |
| 15 | НП   | Данія     | Еміль Гойлунн           |
| 16 | ПЗ   | Уругвай   | Мауро Саласар           |
| 17 | ЗХ   | Швейцарія | Адріан Гантенбайн       |
| 18 | НП   | Гана      | Крістофер Антві-Аджей   |
| 19 | НП   | Туреччина | Кенан Караман (капітан) |
| 20 | ПЗ   | Німеччина | Ариш Байиндир           |
| 22 | ЗХ   | Малі      | Ібраїма Сіссе           |
| 23 | ЗХ   | Німеччина | Мехмет-Джан Айдин       |
| 24 | НП   | Франція   | Ілієс Гамаш             |

| №  | Поз. | Нац.      | Гравець           |
| -- | ---- | --------- | ----------------- |
| 25 | ПЗ   | Марокко   | Аймен Баркок      |
| 26 | ЗХ   | Чехія     | Томаш Калас       |
| 27 | ВР   | Німеччина | Лоріс Каріус      |
| 28 | ВР   | Німеччина | Юстін Геекерен    |
| 29 | ПЗ   | Німеччина | Тобіас Мор        |
| 30 | ЗХ   | Німеччина | Антон Донкор      |
| 31 | ЗХ   | Німеччина | Тайлан Булут      |
| 32 | ВР   | Німеччина | Лука Подлех       |
| 33 | ЗХ   | Німеччина | Віталі Бекер      |
| 34 | ВР   | Австрія   | Міхаель Лангер    |
| 35 | ЗХ   | Польща    | Марцін Камінський |
| 36 | ЗХ   | Німеччина | Ніклас Бартель    |
| 37 | ПЗ   | Німеччина | Макс Грюгер       |
| 38 | ЗХ   | Австрія   | Трістан Османі    |
| 39 | НП   | Німеччина | Петер Реммерт     |
|    | ПЗ   | Німеччина | Домінік Дрекслер  |
|    | ВР   | Німеччина | Ральф Ферманн     |

## Досягнення
- Чемпіонат Німеччини:
  - Чемпіон (7):1934,1937,1939, 1940, 1942, 1958
  - Віце-чемпіон (9): 1933, 1938, 1941, 1972, 1977, 2001, 2005, 2007, 2010,  2018
- Кубок Німеччини:
  - Володар (5): 1937, 1972, 2001, 2002, 2011
  - Фіналіст (7): 1935, 1936, 1941, 1942, 1955, 1969, 2005
- Суперкубок Німеччини (1): 2011
- Володар Кубка німецької ліги (1): 2005
- Володар Кубка УЄФА (1): 1997
- Володар Кубка Інтертото (2): 2003, 2004